# John Tanner
John Tanner (1780 – 1846) byl lovec a tlumočník, autor knihy V indiánském zajetí – Život a příběhy Johna Tannera (A Narrative of the Captivity and Adventures of John Tanner).

## Život
V dětství byl unesen bojovníky z indiánského kmene Šónyjů, kteří ho prodali náčelnici kmene Odžibvejů, mezi nimiž pak prožil zhruba tři desítky let pod indiánským jménem Shaw-shaw-wa-be-na-se. Oženil se s Indiánkou a stal se proslulým lovcem a válečníkem proti znepřáteleným Siouxům. Po návratu do bílé civilizace pracoval zprvu jako skaut, tlumočník a průvodce, později jako obchodník s kožešinami.
Jeho vzpomínky literárně zpracoval dr. Edwin James (1797-1861), botanik, geolog a geograf, který prozkoumával Západ severoamerického kontinentu. Kniha vyšla r. 1830, stále je vydávána a byla přeložena do několika jazyků včetně češtiny. Stejně jako není jistý rok Tannerova narození, potvrzené není ani datum jeho úmrtí, neboť r. 1846 zmizel za dodnes nevysvětlených okolností.